# 575 v. Chr.
Portal Geschichte | Portal Biografien | Aktuelle Ereignisse | Jahreskalender | Tagesartikel

◄ |
7. Jahrhundert v. Chr. |
6. Jahrhundert v. Chr. |
5. Jahrhundert v. Chr. |
►

◄ | 590er v. Chr. | 580er v. Chr. | 570er v. Chr. | 560er v. Chr. |
550er v. Chr. |
►

◄◄ | ◄ | 578 v. Chr. | 577 v. Chr. | 576 v. Chr. | 575 v. Chr. |
574 v. Chr. |
573 v. Chr. |
572 v. Chr. |
► |
►►

## Ereignisse
- In der Schlacht von Yanling während der Zeit der Frühlings- und Herbstannalen in China wird der Staat Chu von Jin besiegt.[1]

## Geboren
- um 575/570 v. Chr.: Anakreon, griechischer Lyriker aus dem Kanon der neun Lyriker (†495 v. Chr.)